# ببنين
ببنين  هي بلدة لبنانية من قرى قضاء عكار في محافظة عكار هذه المحافظة هي واحدة من ست محافظات يتشكل منها لبنان الإداري لم تنفذ حتى الآن. يعمل سكانها في الزراعة وصيد الأسماك وصناعة الموبيليا وقطاع الخدمات، فيها موظفين في وظائف الدولة وأكبر نسبة منهم في الجيش ووزارة التربية.
تبعد ببنين حوالي 105 كلم عن بيروت عاصمة لبنان. ترتفع حوالي 100 م عن سطح البحر وتمتد على مساحة تُقدَّر 6.78 كلم.

## الهيئات المحلية وصلاحياتها
ببنين بلديّة تتمتّع بمجلسٍ بلديّ من 18 عضو (1)، يتمّ انتخابهم لمدّة ستّ سنوات من خلال الاقتراع العام المباشر.

## السكّان والناخبين
تبعا لبعض التقديرات يسكن مدينة ببنين 50000 نسمة. خلال الانتخابات الأخيرة التي جرت عام. 2004، بينت اللوائح عدد المسجلين فيها: 15497 ناخبا، شارك منهم 8545 (1). لا يتمّ الانتخاب وفقاً لمكان السكن إنّما حسب المحلّة المسجّلة فيها العائلة خلال إحصاء 1932. تعتبر ببنين من أكبر البلدات العكارية وقد صنفت حديثاً مركزاً لمحافظة عكار حيث تم ضم منطقة العبدة إلى بلدة ببنين، فأراضيها العقارية جزء من أراضي ببنين العقارية.

## المؤسسات
في ببنين 16 مدرسة منها 7 مدارس رسمية و9 مدارس خاصة أكاديمية، ومدرستان مهنية واحدة رسمية وأخرى خاصة. وفيها 8 عيادات طبية وفيها 58 مؤسسة يفوق عدد موظفي المؤسسة الواحدة عن 5 موظفين.